# Ted Frazier
Edward Hartwell „Ted“ Frazier (* 21. Januar 1907 in Stoneham, Massachusetts; † 2. November 1971 in Wilmington, Massachusetts) war ein US-amerikanischer Eishockeytorwart.  

## Karriere
Ted Frazier verbrachte seine Karriere als Eishockeyspieler im Amateurbereich bei den Boston Olympics. Zudem spielte der Torwart in der Eastern Amateur Hockey League.

### International
Für die USA nahm Frazier an den Olympischen Winterspielen 1932 in Lake Placid teil, bei denen er mit seiner Mannschaft die Silbermedaille gewann. Bei der Weltmeisterschaft 1931 gewann er mit den USA ebenfalls die Silbermedaille.

## Erfolge und Auszeichnungen
- 1931 Silbermedaille bei der Weltmeisterschaft
- 1932 Silbermedaille bei den Olympischen Winterspielen